# Consentement sexuel

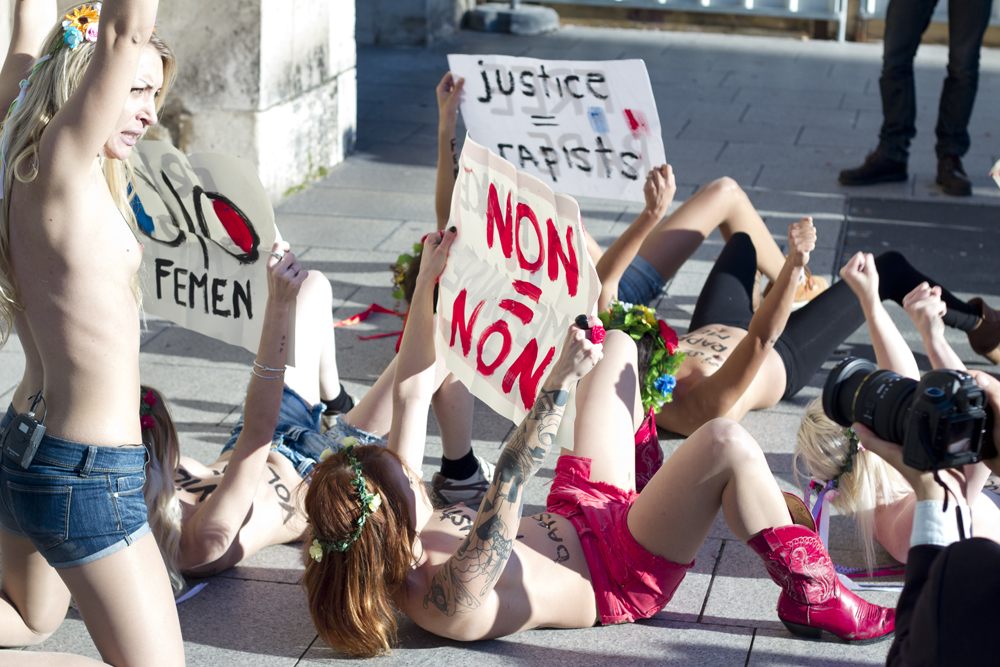
Manifestation de FEMEN brandissant des affiches « NON = NON » à Paris, en 2012.

Communément, le consentement sexuel est compris comme l'accord à participer à une activité sexuelle, c'est-à-dire à l'accepter après une décision éclairée qui ne doit pas être prise sous l'effet de la contrainte ou de la menace.
Dans les pays occidentaux, la notion de consentement est reconnue juridiquement à partir des années 1980. Avant cette date, l'histoire démontre que les femmes pouvaient être considérées comme des biens du fait qu'elles n'avaient pas la personnalité juridique. Le plus souvent, elles étaient rattachées à leur pères ou leur mari. Dès lors, la question de leur consentement sexuel était relative.
En l’absence de consentement, l’activité sexuelle peut être considérée légalement comme un viol. Toutefois, les enjeux ne sont pas uniquement juridiques. Ils relèvent des domaines philosophiques, psychologiques, ou encore sociologiques. Il s’agit pour autant d’un sujet peu étudié malgré son importance, notamment dans la recherche sur les violences sexuelles.

## Définitions
Le terme « consentement » implique un accord, un assentiment ou une permission. La notion repose donc sur l’idée de volonté. De manière négative, il faut entendre l’absence de consentement comme le fait de refuser une proposition, voire de ne pas donner son accord. L’expression « qui ne dit mot consent » montre justement la difficulté de définir le consentement. La frontière entre le verbe « supporter » et le verbe « consentir » peut parfois être floue.
Geneviève Fraisse le démontre bien dans son ouvrage Du consentement :
« Donner son consentement peut se dire ou s’interpréter, s’écrire ou se faire comprendre. Le consentement semble un mot simple, une notion transparente, une belle abstraction de la volonté humaine ; il est pourtant obscur et épais comme l’ombre et la chair de tout individu singulier ».
Dans le cadre d’une relation sexuelle, le consentement peut être retiré à tout moment :
« Dès qu'une personne exprime son refus par des paroles ou des gestes, le partenaire doit cesser immédiatement l'activité sexuelle en question ».
Juridiquement, le consentement peut revêtir différentes formes : contractuel, médical ou encore pénal. Toutefois, au sein du Code pénal, le concept de consentement n’est pas défini. Une présomption de consentement tacite à l’acte sexuel existe et s’efface uniquement lorsqu’il y a violence, contrainte, menace ou surprise. Le Code pénal sanctionne alors le viol, compris comme un acte de pénétration buccale ou génitale lorsqu’il est exécuté à l’encontre de la volonté de la victime.

## Évolution de la notion de consentement sexuel
Si le consentement sexuel est une notion récente dans l’histoire, c’est parce qu’il est lié à l’évolution de la condition féminine, de son assujettissement à son émancipation. Dès lors, le "lien d’interdépendance entre l’ordre familial et politique" implique que le seul moyen de bouleverser l’un est de transformer l’autre. Pour cette raison, la mutation du système familial et politique permet une prise en compte progressive du consentement féminin dans son ensemble, tant en ce qui concerne le consentement marital que sexuel.

### Une absence de consentement insuffisant pour la qualification en viol

#### Pendant l'antiquité
Le contexte patriarcal implique à cette époque que le seul consentement pris en compte est celui du père. La figure du pater familias, plus précisément, a pour conséquence que les relations sont régies tant juridiquement que socialement par une ascendance masculine. Le père de famille décide pour ses enfants alieni iuris, c’est-à-dire, ceux qui sont sous sa puissance. Le consentement féminin s’efface sous celui du père dans la mesure où il est celui qui autorise une union.
Passant de l’autorité de son père à celui de son mari, notamment par le processus juridique de la manus, la femme est considérée comme un bien mobilier dont la possession change de mains. Gaius, dans les Institutes, explique ce transfert de puissance. Dès lors, le consentement sexuel n’est pas pris en compte entre époux.
Toutefois, en dehors des unions, le viol peut être qualifié. Le terme « stuprum » désigne un acte sexuel non consenti et donc illicite. Il sera, à compter de la République, assimilé à un viol. Pour autant, afin de le qualifier, la violence commise par l’agresseur est primordiale. Celle-ci vicie le consentement. Autrement dit, sans violence, il est considéré que la femme a consenti au rapport sexuel.
Le consentement féminin demeure relatif dans la mesure où il est conditionné. D’autant plus que toute personne impliquée dans l’accomplissement d’un viol, y compris la victime, est punie conformément au De raptu virginum vel viduarumn de Constantin. Dès l’Antiquité, l’idée qu’une femme puisse être responsable de ce qu’on lui inflige se propage. Cependant, Justinien dans le De raptu virginum, seu viduarum, necnon sanctimonialum, rend irresponsable la victime. Il envisage le viol avec enlèvement comme une atteinte au mariage et à l’absence d’autorisation des parents.
En somme, il n’existe aucune considération réelle envers le défaut de consentement sexuel de la victime et les conséquences que ce crime pourrait avoir tant moralement que physiquement s’effacent au profit de conséquences pécuniaires.

#### Pendant le Moyen Âge
Le consentement sexuel se confond encore avec le consentement marital au sein du couple à cette époque. Notamment, le rapt de séduction et le rapt avec violence sont perçus avant tout comme une violation du consentement des parents.

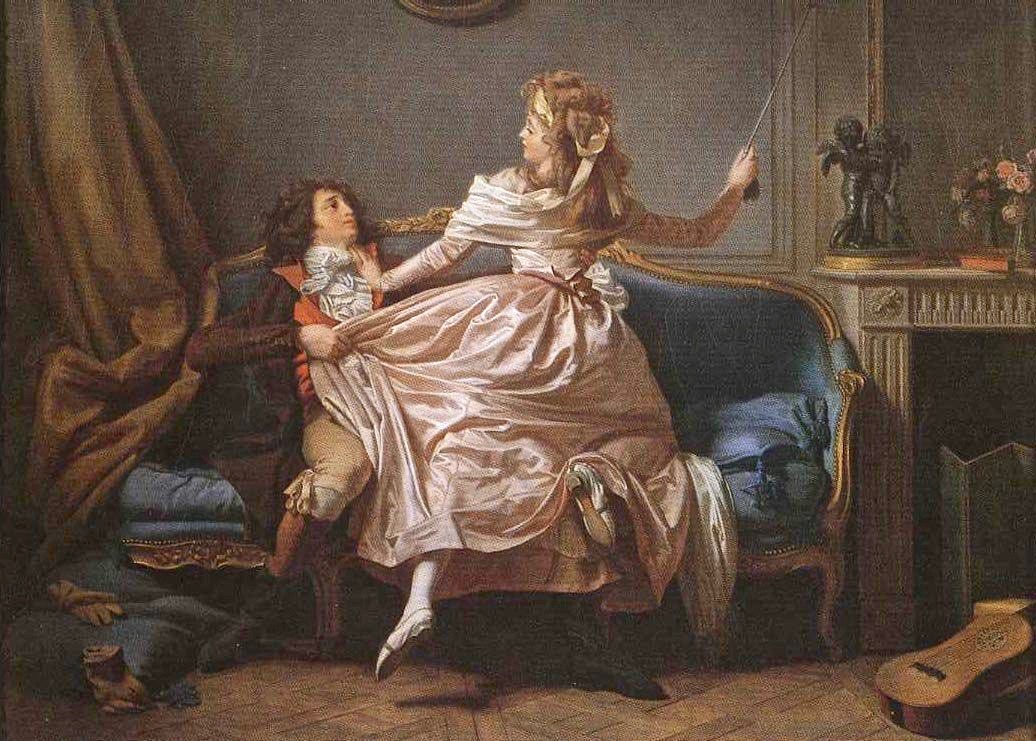
"La Douce résistance" de Michel Garnier, montrant la résistance exercée par une jeune bourgeoise

Par exemple, la littérature courtoise offre une illustration de la considération du consentement féminin, « proche de celle qu’on retrouve dans les textes juridiques médiévaux ». Le Roman de Renart met en scène le viol de Hersent, une louve. Celle-ci se retrouve coincée dans un terrier, devant son mari, Ysengrin, qui assiste au crime. Le récit met l’accent sur le déshonneur que le viol cause au mari en entachant le nom voire la lignée de la famille. En outre, l’acte sexuel non consenti semble être la plus haute forme d’irrespect envers l’institution du mariage dans la mesure où les relations sexuelles doivent avoir une finalité procréative. Enfin, il est reproché à la femme de ne pas avoir eu un comportement irréprochable, la rendant tout aussi coupable que l’agresseur lui-même.
Pour autant, les textes de droit classique condamnent sévèrement le viol même s’il est peu poursuivi par les juges. Il semblerait que ce crime représente 3% des affaires des juridictions laïques.

#### À l'époque moderne
La question du consentement sexuel reste ignorée. Au sein du couple, l’absence de prise en compte du consentement sexuel persiste avec l’idée que « celle qui s’est déjà délibérément livrée ne saurait être que consentante ».

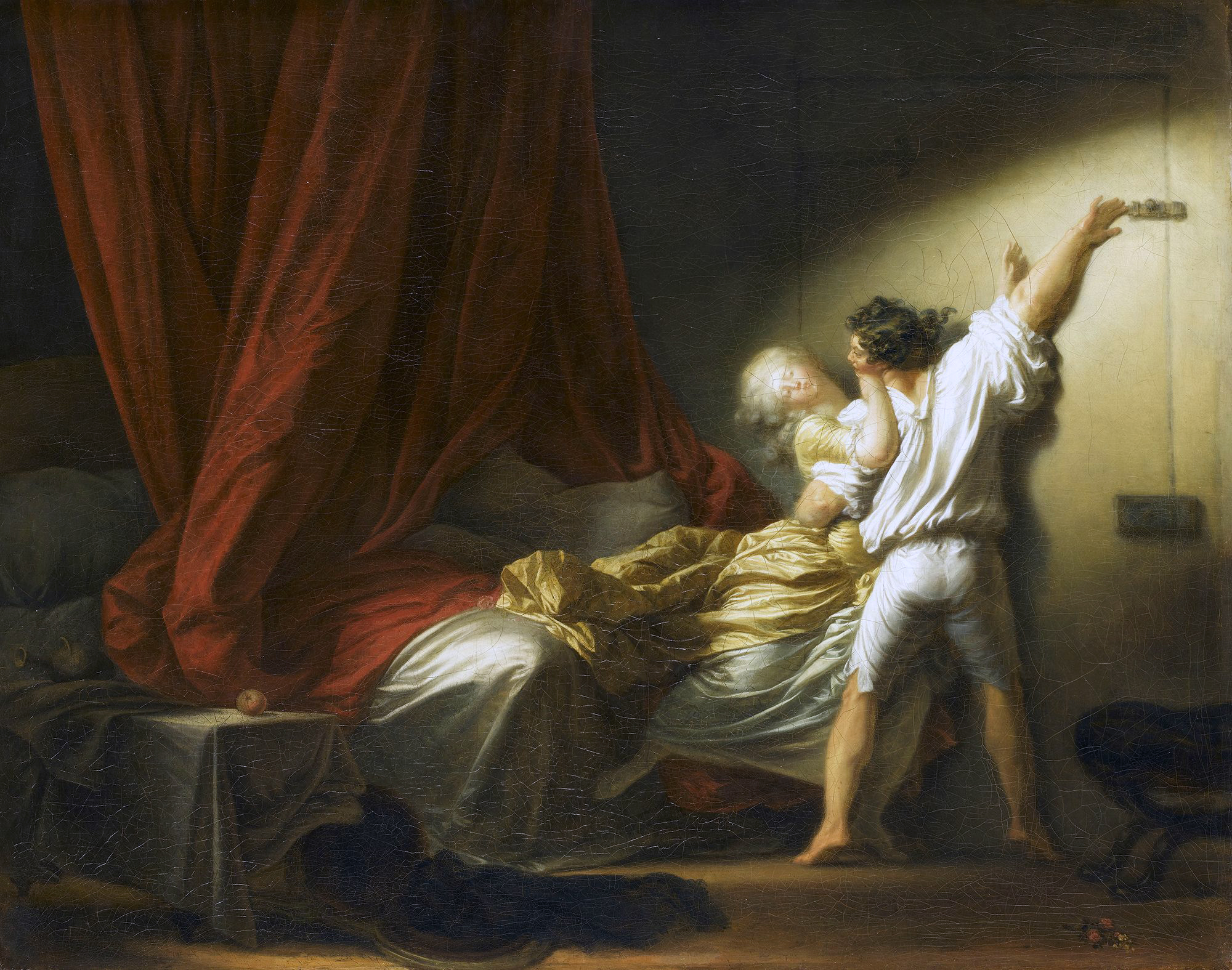
"Le Verrou" de Fragonard, montrant le caractère flou du consentement sexuel et ses différentes interprétations

Toutefois, les juristes s’interrogent progressivement sur les critères constitutifs d’un viol, jusqu’ici restés en suspens. Au sein de l’Encyclopédie de Diderot et d’Alembert, l’article « Viol » apporte une définition. Ce crime doit avoir lieu sur une personne féminine, commis avec violence, malgré la résistance de la victime. Si l’article ne parle pas de consentement, il est affirmé que le niveau de résistance de la victime conditionne le sérieux de la plainte. La femme disposerait de toutes les capacités pour se débattre et repousser son agresseur, quitte à risquer sa vie. Ainsi, une femme qui ne résisterait pas suffisamment serait presque responsable qu’un homme l’ait violée.
Les débats se tournent davantage vers l’attitude de la victime une fois l’acte commis. Le consentement donné avant ou pendant l’acte est considéré uniquement si une résistance a pu être prouvée.
À l’exception de Daniel Jousse, personne ne place la volonté féminine au sein de la définition du viol. Celui-ci estime qu’il s’agit d’une condition essentielle. Si le terme de « consentement » n’apparaît pas encore, l’accord à l’acte sexuel figure et constitue une avancée dans l’histoire du consentement féminin.

### Une reconnaissance progressive du consentement sexuel à l'époque contemporaine
À compter de 1810, le viol est intégré au sein du Code pénal, à l'article 331, sans pour autant définir ce crime. La notion de consentement sexuelle est donc totalement absente. Les conditions pour qualifier un acte de viol sont : une pénétration vaginale, sur une personne de sexe féminin, en ayant exercé une résistance suffisante, avec présence de témoins.
De plus, jusqu’en 1839, le devoir conjugal, entendu ici comme l'existence de relations sexuelles induites par le lien marital, s’opposait frontalement à la qualification d’un viol conjugal. Un attentat à la pudeur pouvait seulement être caractérisée dans cette situation. La Cour de cassation, dans un arrêt en date du 21 novembre 1839, estime que le devoir n’implique pas l’absence de protection juridique de la femme qui se verrait abuser. En l'espèce, une épouse porte plainte contre son mari après s'être enfuie du domicile conjugal, trois jours après son mariage.
Pour la première fois, une violence morale est reconnue, démontrant que le défaut de consentement est assimilé progressivement comme une notion extensible. Cela vient étendre donc le principe de l'article 331 du Code pénal de 1810.

De même, si la violence vicie le consentement depuis l’Antiquité, la Cour de cassation estime, dans un arrêt du 25 juin 1857, que l’erreur sur la personne a le même effet. Auparavant, avec l'arrêt du 13 octobre 1828, la Cour avait considéré que « c’est la force qui constitue le viol, c’est-à-dire la violence ; l’erreur ainsi que le défaut de consentement n’a pas été accompagné de violence ». Désormais, l’usurpation permet de caractériser un viol. L’idée qu’un acte sexuel illicite entraîne des conséquences physiques et morales prend racine au XIXe siècle. 
« Le crime de viol n'étant défini par la loi, il appartient au juge de rechercher et constater les éléments constitutifs de ce crime [...] ; Attendu que ce crime consiste dans le fait d'abuser d'une personne contre sa volonté, soit que le défaut de consentement résulte d'une violence physique ou morale exercée à son égard ; soit qu'il réside dans tout autre moyen de contrainte ou de surprise, pour atteindre, en dehors de la volonté de la victime, le but que se propose l'auteur de l'action ». 

La notion de consentement semble être directement liée aux violences de genre. Comme démontrées par des études féministes depuis les années 1970, celles-ci sont systémiques. Les enjeux qui découlent de ces questions nous montrent le rôle crucial du statut social et des droits des femmes.
Pour autant, il faut attendre l’affaire du 23 août 1978, Tonglet-Castellano, défendu par Gisèle Halimi pour que l’absence de consentement soit médiatisée. Dans cette affaire, les deux femmes victimes devaient prouver, à plusieurs reprises, le défaut de consentement. Leur résistance est examinée, au même titre que leur niveau d’instruction ou encore leurs aptitudes dans leur profession. Après avoir exprimé leur refus verbalement, s’être armées d’un marteau pour menacer les trois agresseurs, avoir tenté une phase de diplomatie dissuasive pendant plusieurs heures, elles cèdent par épuisement. On leur reproche donc, finalement, d’avoir consenti. L’expression « céder n’est pas consentir » est clamée à l’issue de ce procès.
Gisèle Halimi affirme en ce sens que : « Les plaignantes deviennent des accusées et elles doivent prouver qu’elles n’ont pas consenti ».
Cette affaire sordide a abouti sur la promulgation de la loi du 23 décembre 1980 qui élargit le viol à toutes formes de pénétration sexuelle, réprimé par quinze ans de réclusion criminelle, contrairement à cinq ans auparavant. Un viol peut s'exercer tant par contrainte que par surprise. En 1992, l'acte est également qualifié en cas de menace. Pour autant, l'élément moral, compris comme la volonté de commettre un acte sexuel en ayant conscience que la victime n'y consentait pas, ne figure pas de manière explicite.

## Conditions du consentement
En général, l'âge, l'état psychologique et physique et les conditions dans lesquelles les interactions se déroulent sont à considérer pour s'assurer de la validité du consentement sexuel.

### Âge
L'âge auquel un enfant peut légalement donner son consentement à des activités sexuelles varie selon les législations.

### État psychologique ou physique
Certaines déficiences mentales rendent inaptes à consentir à une activité sexuelle[pertinence contestée].
La personne qui donne son consentement doit être en état de le faire, de façon libre et éclairée ; « si une personne est inconsciente, trop ivre ou droguée (notamment en situation de « soumission chimique » par une « drogue du viol »), elle n'est alors pas en mesure d'accepter consciemment de participer à une activité sexuelle ». Si la personne devient inconsciente pendant l'activité sexuelle, le consentement n'est plus valide. Une personne inconsciente ne peut donner un consentement.

### Violence, menaces, et craintes
La personne qui donne son consentement ne doit pas le faire sous la crainte ou se sentant menacée de représailles, si elle refuse. Le consentement ne peut être obtenu par l'usage de force physique, ou en contraignant la personne, pour qu'elle dise consentir.
Insister pour avoir une activité sexuelle peut être considéré comme une pression exercée sur la personne pour qu'elle donne son consentement. Il faut faire la nuance entre le flirt et la stimulation sexuelle pouvant mener au désir d'avoir une activité sexuelle, et le fait de faire pression sur une personne.

### Chaque acte sexuel doit être consenti
Une personne peut consentir à avoir une activité sexuelle donnée, mais cela n'implique pas qu'elle accepte implicitement toutes les pratiques sexuelles possibles : « On peut consentir à un baiser, et ne pas consentir à autre chose, par exemple ».

## Formes de consentement
Pour Muehlenhard et. al. (2016), le consentement est d'abord un sentiment personnel d'être d'accord pour avoir une activité sexuelle. Ce consentement interne doit ensuite être communiqué à autrui. Enfin, ces informations sont interprétées par la personne en face, qui en déduit que le consentement a été donné. Le consentement sexuel peut être donné de plusieurs manières, verbalement ou non verbalement, de façon directe ou indirecte.
Au Canada, le simple fait de ne rien dire n'équivaut pas à un consentement ; le consentement sexuel doit être exprimé d'une façon ou d'une autre. En général, la législation n'impose pas que le consentement sexuel soit exprimé d'une façon précise ; il n'a pas besoin d'être écrit ou donné verbalement, mais il doit être clairement exprimé. Ainsi, il n'est pas nécessaire, de résister physiquement pour ne pas consentir à une activité sexuelle : l'absence d'accord suffit, que ce soit en parole ou en gestes.

## Législations
Pour qu'un consentement soit valide, la personne qui le donne doit pouvoir faire et exprimer un choix libre et éclairé.
Au niveau européen, cette notion de consentement est prévue dans la Convention d'Istanbul, qui donne une interprétation similaire : « Le consentement doit être donné volontairement comme résultat de la volonté libre de la
personne considérée dans le contexte des circonstances environnantes ».

### Canada
Plusieurs dispositions du Code criminel canadien traitent de la notion de consentement (art. 150.1(1), 153.1(2), 265(3), 273.1 et 273.2). Le consentement consiste  en « l'accord volontaire de la personne à l'activité sexuelle ».
Le Canada aurait été parmi les premiers pays à adopter la notion moderne de consentement sexuel lors de la réforme juridique des infractions du viol et de l'attentat à la pudeur en 1983. Ces infractions ont été remplacées par une infraction commune d'agression sexuelle. Puisque l'agression sexuelle est définie comme étant une « voie de fait sexuelle » (anglais ː sexual assault), les moyens de défense de la voie de fait (appelée coups et blessures dans d'autres pays) peuvent s'appliquer, y compris le consentement à l'agression physique (arrêts R. c. Jobidon et R. c. Ewanchuk). Donc cela signifie que le consentement sexuel est à la fois une exigence pour la légalité d'un rapport sexuel du point de vue de la femme et un moyen de défense pour un homme accusé d'avoir commis une voie de fait à caractère sexuel. La simple croyance quant au consentement est cependant exclue comme moyen de défense si cette croyance ne repose pas sur des motifs raisonnables ou si l'accusé a fait preuve d'insouciance ou d'aveuglement volontaire.

### France

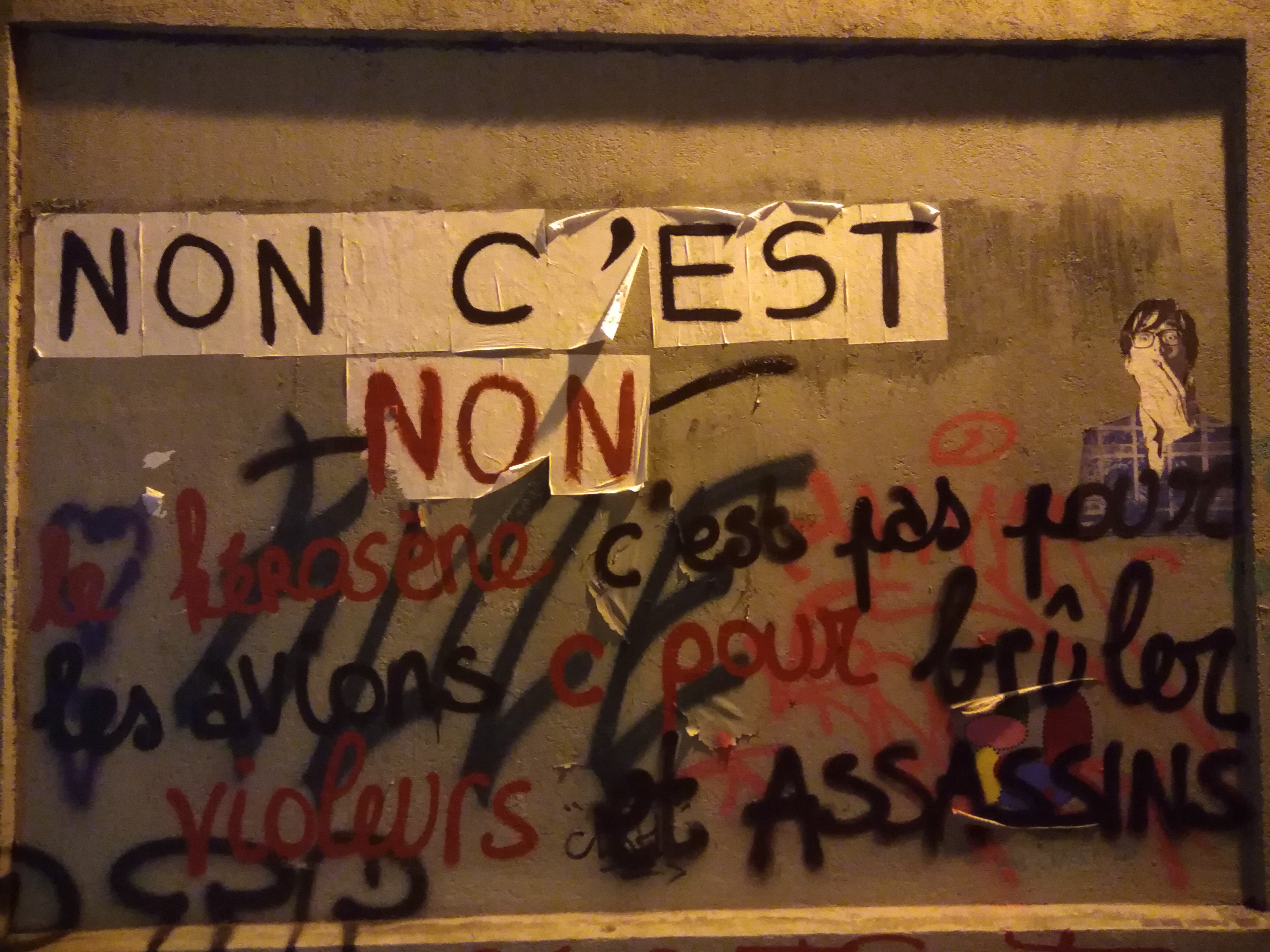
Réexplication de la notion du consentement sur les murs de Paris en 2021 : « Non c'est non ».

Contrairement à ses obligations après la ratification de la Convention d'Istanbul, la France ne respecte pas ses engagements internationaux. En effet, la loi française ne définit pas le consentement sexuel, cette notion est d'ailleurs absente du code pénal, même si elle constamment invoquée dans les jugements,. Les agressions sexuelles ou les viols sont caractérisés en droit uniquement par l'existence de violence, contrainte, menace ou surprise. Encore faut-il toutefois, que l'accusé ait eu conscience de son agression. Ainsi, en première instance, dans l'affaire Darmanin où celui-ci consent à aider Sophie Patterson (ancienne militante de l'UMP) en échange de relations sexuelles, le juge d'instruction écrit : « Le défaut de consentement ne suffit pas à caractériser le viol. Encore faut-il que le mis en cause ait eu conscience d'imposer un acte sexuel par violence, menace, contrainte ou surprise ».

### Suisse
En Suisse, la notion de consentement n'est pas prévue par la loi, et n'intervient qu'à la marge et sous l'angle indirect de l'examen des intentions des auteurs de viol, si la contrainte a pu être préalablement prouvée.
En 2021, dans une affaire de réduction de la peine infligée à l'auteur d'un viol, la Présidente de la Cour d'appel a motivé oralement sa décision par l'attitude supposée ambiguë de la victime qui avait accepté de se faire raccompagner devant chez elle, et aurait ainsi « joué avec le feu » (l'autre motif avancé étant la faible durée du viol). Cette affaire intervenant alors que le droit pénal sur le viol était en en cours de révision, a provoqué une intense polémique.

### Belgique
En Belgique, la majorité sexuelle est fixée à 16 ans, c'est-à-dire qu'à partir de cet âge, un mineur peut avoir légalement des relations sexuelles et est présumé y consentir. Jusqu'à la réforme du code pénal en mars 2022, selon l'article 375 du Code pénal, avoir des relations sexuelles avec une personne de moins de 14 ans est présumé constituer un viol, qu’il y ait ou non consentement ; entre 14 et 16 ans, il existe un flou juridique, et si la victime est consentante, on ne parle plus de viol, mais d’attentat à la pudeur. À compter de mars 2022, toute relation sexuelle d’un majeur avec un jeune entre 14 et 16 ans est au plan légal considérée comme un viol, sauf si l’écart d’âge entre les deux jeunes n’est pas supérieur à trois ans, et l'absence de consentement en dessous de 14 ans est irréfragable, tout comme l'absence de consentement en dessous de 16 ans s'il y a plus de trois ans d'écart entre les partenaires, ce qui fait peser le risque de condamnations automatiques à la demande des parents pour des relations entre des adolescents de 15 et 19 ans par exemple. La loi précise que le consentement ne saurait être par défaut, et que l'absence de réaction ne vaut pas consentement.

### Espagne
L'âge minimum pour le consentement sexuel en Espagne est de 13 ans, un des plus bas d'Europe (après le Vatican, qui est de 12 ans).
Le 26 mai 2022, la loi de garantie intégrale de la liberté sexuelle est adoptée par le congrès des députés espagnols. Elle place le consentement au cœur de la définition d'une relation sexuelle : en l'absence d'un consentement libre et explicite, la relation sexuelle est considérée comme un viol. Surnommée « loi du seulement un oui est un oui », cette loi portée par les mouvements féministes et la ministre de l'Égalité, Irene Montero, marque un changement de paradigme important et fait de l'Espagne l'un des pays d'Europe ayant la législation la plus avancée en la matière.

### Radio
- [(fr) Le consentement, France Culture, Les Pieds sur terre (page consultée le 28 août 2017)]